# لیکوود (کالیفرنیا)
لیکوود (به انگلیسی: Lakewood) شهری در شهرستان لس‌آنجلس، کالیفرنیا ایالت کالیفرنیا است که در سرشماری سال ۲۰۱۰ میلادی، ۸۰۰۴۸ نفر جمعیت داشته است.